# Albox
Albox este un municipiu în provincia Almería, Andaluzia, Spania cu o populație de 9.974 locuitori.